# Бања (Исток)
Бања (алб. Banjë), позната и као Пећка бања или бања Исток, је насељено место у општини Исток, на Косову и Метохији. Према попису становништва из 2011. у насељу је живело 1.360 становника.

## Положај
Село се налази у западном делу Метохије, 80 km од Приштине и 12 km од Пећи, у шумовитом масиву планина Проклетије и Руговске клисуре. У близини протичу реке Бели Дрим и Источка река. Надморска висина Пећке бање је 486 m. Температура минералне воде која извире у Пећкој бањи је 11-47 °C.

## Историја
Бању и њену минералну воду су користили стари Римљани, средњовековна српска властела и Турци, за време своје владавине.
Овде се налази оштећена Црква зачећа Светог Јована.

## Становништво
Према попису из 2011. године, Бања има следећи етнички састав становништва:
| Националност | 2011.          |
| Албанци      | 1.182 (86,91%) |
| Бошњаци      | 115 (8,45%)    |
| Египћани     | 56 (4,117%)    |
| Ашкалије     | 4 (0,30%)      |
| Турци        | 1 (0,073%)     |
| неизјашњени  | 2 (0,15%)      |
| Укупно       | 1.360          |

| Демографија | Демографија | Демографија |
| Година      | Становника  | Становника  |
| ----------- | ----------- | ----------- |
| 1948.       | 158         |             |
| 1953.       | 139         |             |
| 1961.       | 243         |             |
| 1971.       | 374         |             |
| 1981.       | 1.168       |             |
| 1991.       | 2.126       |             |
| 2011.       | 1.360       |             |